# Messier 55
Messier 55 (còn được gọi là M55 hay NGC 6809) là cụm sao cầu trong chòm sao Nhân Mã. Nó được Nicolas Louis de Lacaille phát hiện vào ngày 16 tháng 6 năm 1752 trong khi quan sát từ Nam Phi ngày nay. Bắt đầu từ năm 1754, Charles Messier đã thực hiện một số cố gắng tìm kiếm thiên thể này từ Paris, Pháp, nhưng xích vĩ thấp của nó đồng nghĩa với việc nó không bao giờ mọc đủ cao trên đường chân trời để cho phép quan sát dễ dàng. Cuối cùng ông đã quan sát và lập danh lục nó vào năm 1778. Cụm sao này có thể được nhìn thấy với một ống nhòm 50 mm, mặc dù việc phân biệt các ngôi sao riêng lẻ cần có kính viễn vọng cỡ trung bình.
M55 ở cách Trái Đất khoảng 17.600 năm ánh sáng. Nó có khối lượng gấp khoảng 269.000 lần so với Mặt Trời. Giống như các cụm sao cầu khác của dải Ngân Hà, nó có độ phổ biến của các nguyên tố khác (ngoài hydro và heli) thấp so với Mặt Trời, điều mà các nhà thiên văn học gọi là độ kim loại của cụm sao. Đại lượng này thường được liệt kê là logarit cơ sở 10 của tỷ lệ so với Mặt Trời; đối với NGC 6809, độ kim loại được tính ra là: [Fe/H] = -1,94. Lấy lũy thừa 10 của số này sẽ có kết quả độ phổ biến bằng 1,15% tỷ lệ các nguyên tố như vậy có trong Mặt Trời.
Chỉ có khoảng 55 sao biến quang được phát hiện ở phần trung tâm của M55.

## Thư viện ảnh

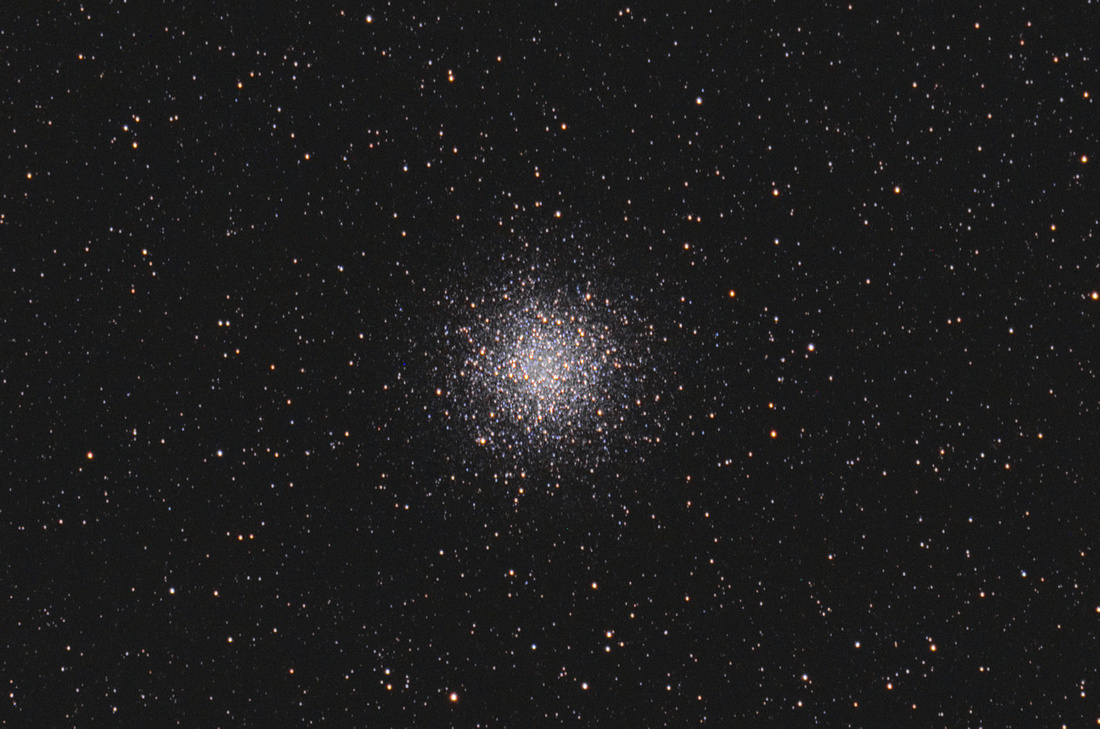
Messier 55 với kính viễn vọng nghiệp dư.
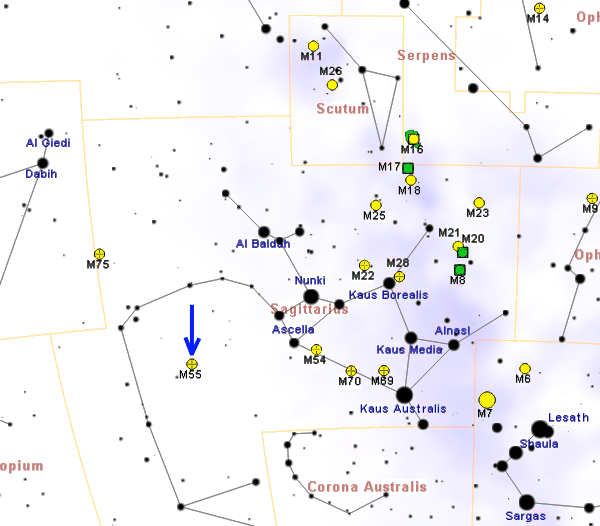
Bản đồ hiển thị vị trí của M55.